# Anemia duartei
Anemia duartei är en ormbunkeart som beskrevs av Alexander Curt Brade. Anemia duartei ingår i släktet Anemia och familjen Anemiaceae. Inga underarter finns listade.